# Rosalia alpina

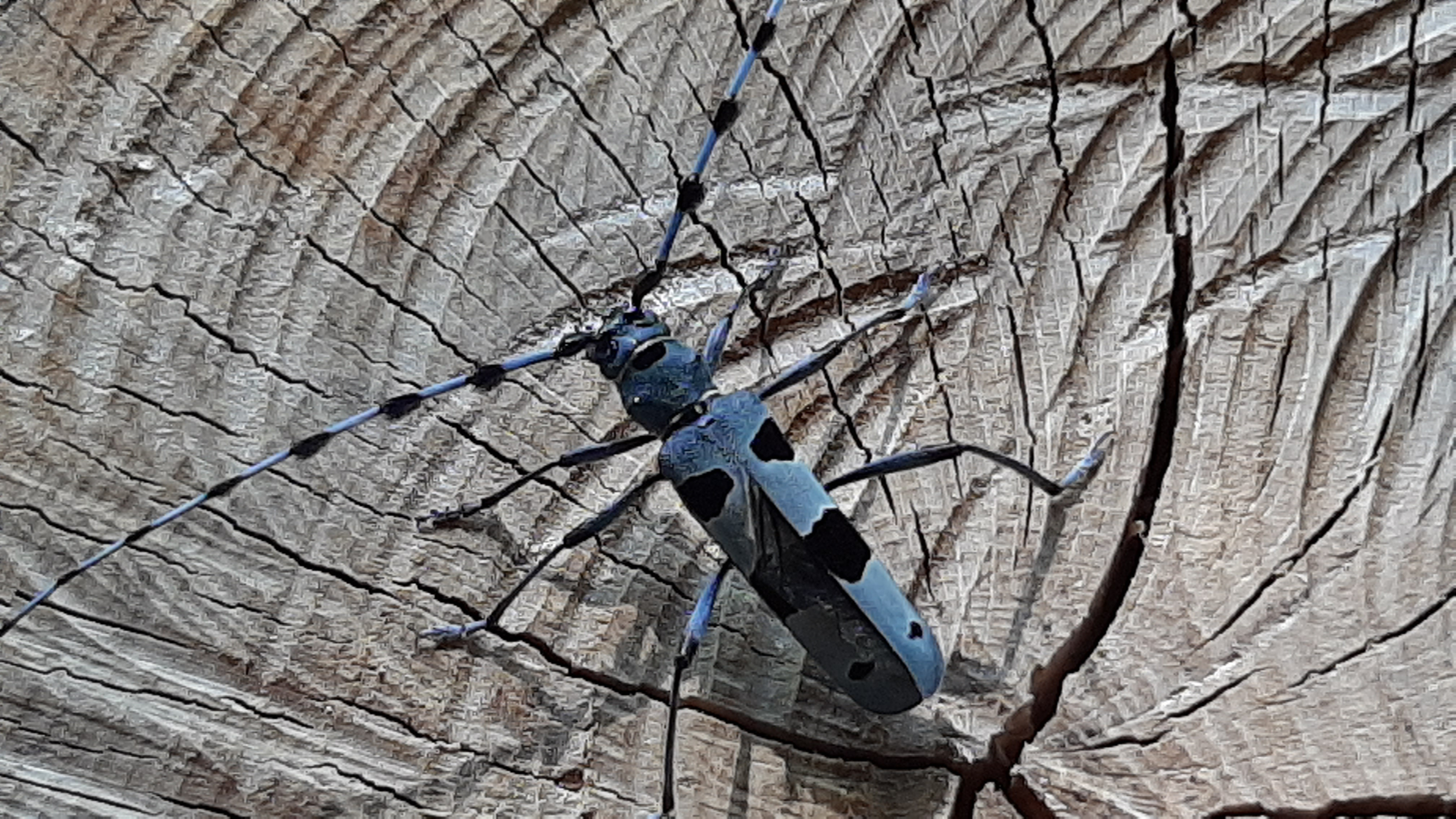
Rosalia alpina sobre tronco de haya

Rosalia alpina es una especie de cerambícido de gran tamaño y coloración característica que se encuentra protegida por legislación europea. Su hábitat natural son los hayedos, con zonas destacables de madera muerta.

## Descripción

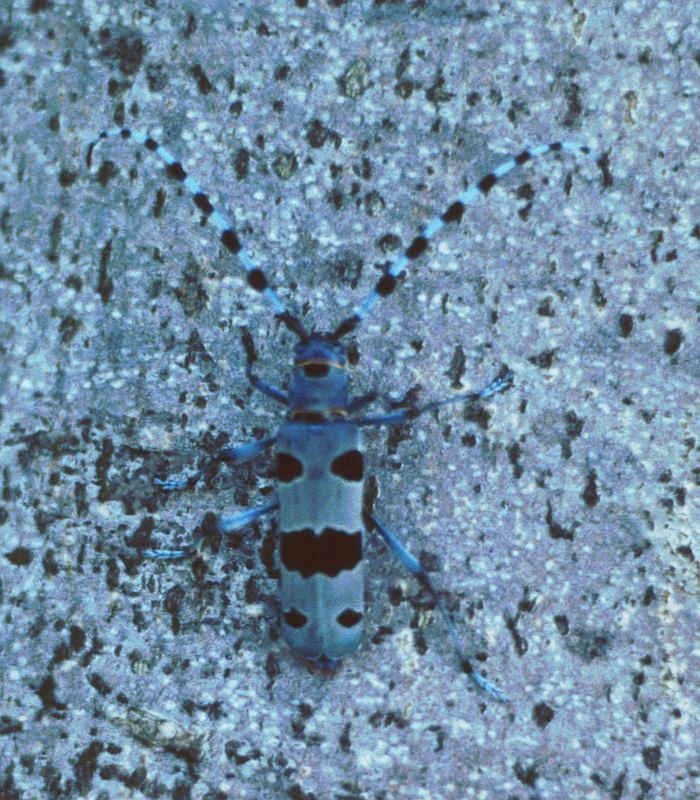
Rosalia alpina camuflado sobre el tronco de un haya.

El cuerpo mide entre 15 y 38 mm de longitud. Las antenas de los machos pueden llegar a medir el doble que el resto del cuerpo, y lo mismo que el cuerpo en las hembras. Los elitros son planos, de color azul grisáceo, con un patrón variable de manchas negras, incluyendo una prominente en el tórax, una más adelante y otra pequeña más atrás. Las antenas y las patas presentan la misma coloración que el cuerpo. El color proporciona un buen camuflaje en los hayedos, su hábitat característico, donde se suele encontrar sobre la corteza de los árboles.
Se distribuyen por gran parte de Europa.
Los adultos son activos de junio a septiembre. Durante el día se posan sobre las flores y se alimentan del polen. Producen un sonido frotando los elitros con las patas traseras. Tras el apareamiento, la hembra pone los huevos en un hueco de la corteza de un haya. Las larvas se alimentan de la corteza y forman las pupas en el interior al alcanzar los tres años de edad.
Rosalia alpina es el logo del parque nacional del Danubio-Ipoly en Hungría.